# Finanzmonopol
Finanzmonopol bedeutet im deutschen Finanzverfassungsrecht die alleinige Befugnis des Staates, zu Einnahmezwecken bestimmte Waren und Dienstleistungen als Monopolist herzustellen und/oder zu vertreiben. Aus fiskalischen und/oder wirtschaftspolitischen Gründen wird damit der freie Wettbewerb ausgeschlossen, was die wissenschaftliche Literatur als „systemfremde Überbleibsel aus der Zeit des Unternehmerstaates“ kritisiert. Ziel des Finanzmonopols ist damit die Besteuerung der erzeugten Waren. Die ausschließliche Gesetzgebung über die Finanzmonopole hat nach Art. 105 Abs. 1 GG der Bund. Der Ertrag der Finanzmonopole steht dem Bund zu (Art. 106 Abs. 1 GG).
Die Zuweisung von Gesetzgebungskompetenzen an den Bund durch Art. 105 GG in Verbindung mit Art. 106 GG ist nach der Rechtsprechung des Bundesverfassungsgerichts abschließend. Ein über den Katalog der Steuertypen des Art. 106 GG hinausgehendes allgemeines Steuererfindungsrecht lässt sich aus dem Grundgesetz nicht herleiten.
In der Bundesrepublik Deutschland existierte bis Ende 2017 nur noch das Branntweinmonopol, das mit Wirkung vom 1. Januar 2018 aufgehoben wurde. Die Bundesmonopolverwaltung für Branntwein wurde mit Wirkung vom 31. Dezember 2018 aufgelöst.

## Geschichte
In Deutschland gab es zwei Finanzmonopole: das Zündwarenmonopol und das Branntweinmonopol. Nach der Abschaffung des Zündwarenmonopols 1983 war nur noch das mit Gesetz vom 26. Juli 1918 (RGBl. S. 887) eingeführte Branntweinmonopol relevant. Allerdings beschränkte sich seine Funktion (nach umfangreichen Änderungen) auf die freiwillige Übernahme und die Vermarktung von Agraralkohol. Damit hatte es seine Funktion als Monopol verloren. Zahlreiche kleine und mittelständische landwirtschaftliche Brennereien wurden durch das Branntweinmonopol vor Wettbewerb auf dem Weltmarkt geschützt, was ihren wirtschaftlichen Betrieb überhaupt erst ermöglichte. Der Bundeshaushalt bezuschusste das Monopol seit 1976. 
Zunächst war in der Verordnung (EG) Nr. 1234/2007 (einheitliche GMO-Verordnung) eine Ausnahmeregelung für Deutschland enthalten. Am 1. Januar 2011 trat die Verordnung (EU) Nr. 1234/2010 vom 15. Dezember 2010 (EU-Branntweinmonopol-Verlängerungsverordnung) zur Änderung des Artikels 182 Absatz 4 der Verordnung (EG) Nr. 1234/2007 (Verordnung über die einheitliche GMO) in Kraft. Sie sah im Wesentlichen vor, dass die zunächst bis zum 31. Dezember 2010 befristete und nur an Deutschland gerichtete Ausnahmeregelung zur Gewährung produktionsbezogener Beihilfen nach dem Branntweinmonopol letztmals verlängert wird. Mit dem Gesetz zur Abschaffung des Branntweinmonopols wurden die europarechtlichen Vorgaben gegenüber der EU in nationales Recht umgesetzt. Dazu wurden in das Branntweinmonopolrecht entsprechende Auslaufregelungen aufgenommen, an deren Ende (31. Dezember 2017) die Abschaffung des Branntweinmonopols stand. An seine Stelle trat das Alkoholsteuergesetz.
Allgemein entfielen im Zuge des europäischen Binnenmarktes bereits seit 1976 die exklusiven Monopolgebiete sämtlicher Finanzmonopole in der Europäischen Gemeinschaft. Daher können diese seit dem nicht mehr als Monopole agieren.
Früher gab es umfassende Finanzmonopole in Italien (Salzmonopol, Tabakmonopol), Frankreich (u. a. Monopole für Salz, Tabak, Branntwein), aber auch ein Salz- und Tabakmonopol in Österreich. Im Gegensatz zu diesen ehemaligen Monopolen findet sich in der Schweiz heute immer noch ein umfassendes kantonales Salzmonopol.